# 엑테니니온 (수궁류)
엑테니니온(Ecteninion)은 트라이아스기 후기(카르니안절) 남미에 살았던 키노돈트이며 현재 존재하는 유일한 종은 엑테니니온 루넨시스(Ecteninion lunensis)이다. 화석은 아르헨티나의 이스키구알라스토-빌라 유니온 분지(-Villa Unión Basin)에 있는 이스키구알라스토 층(Ischigualasto Formation)의 칸차 데 보카스(Cancha de Bochas)에서 발견되었다. 엑테니니온의 완모식 표본은 산후안 대학(Universidad Nacional de San Juan)에 소장되어 있다.